# 청자 상감운학국화문 병형 주전자
청자 상감운학국화문 병형 주전자(靑磁 象嵌雲鶴菊花文 甁形 注子)는 상감기법으로 구름 사이를 노니는 학과 국화 무늬를 새긴, 고려청자 병 모양 주전자이다. 호림박물관에 있으며, 2006년 1월 17일 대한민국의 보물 제1451호로 지정되었다.

## 개요
이 청자상감운학국화문 병형 주전자는 고려시대 청자상감병형주자를 대표하는 작품으로 기형, 상감의 문양 및 유색 등 전반적 조형요소들이 빼어난 수준을 보여준다. 상감문양은 구조적으로 짜임새가 있으며 솜씨도 완성도가 높다. 청자토와 백토, 흑토의 성질이 잘 조화되어 상감한 부분이 편평하고 일정하며 발색도 밝고 우수한 편이다. 유층은 다소 두꺼운 편이나 맑고 투명하며 광택도 좋고 전체에 일정하게 씌워져 있다.

## 같이 보기
- 고려청자

## 참고 자료
- 청자 상감운학국화문 병형 주전자 - 국가유산청 국가유산포털